# هاشم عبد الرحمن الشبلي
هاشم عبد الرحمن الشبلي(١٩٣٣ــ٢٠٢٤) هو سياسي عراقي من بغداد، شغل منصب وزير العدل من 2006 إلى 2007 في حكومة نوري المالكي الأولى. وانتخب عضواً في مجلس النواب العراقي في انتخابات البرلمان العراقي ديسمبر 2005 ضمن تحالف القائمة العراقية الوطنية.

## السيرة
هو محامٍ، مسلم من أهل السنة والجماعة وعضو في الحزب الديمقراطي الوطني، عُيّن هاشم عبد الرحمن الشبلي وزيراً للعدل في سبتمبر 2003. في 2005، رُشح لمنصب وزير حقوق الإنسان في الحكومة العراقية الانتقالية لكنه رفض المنصب قائلاً إنه لم يُستشار قبل ترشيحه. في مايو 2006، عُيّن وزيراً للعدل في مجلس الحكم العراقي.
كما يرأس الشبلي اللجنة الحكومية المكلفة بتنفيذ مواد الدستور العراقي المتعلقة بوضع كركوك.
بعد تسريب فيديو لإعدام صدام حسين واعتقال حارس تابع لوزارة الشبلي في 3 يناير 2007، ظهرت شكوك بأن وزارته قد تكون نويت تأجيج التوترات الطائفية. استقال من منصبه في 31 مارس 2007، مشيراً إلى خلافات سياسية مع رئيس الوزراء المالكي حول إعدام صدام حسين ومع القائمة الوطنية العراقية حول مستقبل كركوك. لكن متحدثاً حكومياً قال إن عدم قدرته على السيطرة على الانتهاكات في السجون هو السبب في استبداله في تعديل وزاري وشيك.